# Не спеши (песня Арно Бабаджаняна)
«Не спеши» — советская эстрадная песня. Музыка композитора Арно Бабаджаняна, слова поэта Евгения Евтушенко.
Одна из самых популярных лирических песен на советской эстраде, входила в репертуар самых известных советских и зарубежных артистов (Мирей Матьё, Муслим Магомаев, Дмитрий Хворостовский, Георг Отс, Анна Герман, Майя Кристалинская).

## История
Песня написана в 1961 году в Доме творчества писателей «Малеевка». Как вспоминал сын Арно Бабаджаняна, Араик, к отцу в гости в Дом творчества приехал поэт Евгений Евтушенко. Ожидая сбора гостей на торжество по случаю своего дня рождения (22 января), Бабаджанян сыграл мелодию, она понравилась поэту, и он предложил сейчас же, заключив пари на бутылку коньяка, написать на неё слова. Уединившись в соседней комнате с бутылкой «Боржоми», он сочинял, несмотря на настойчивые приглашения к столу, пока не закончил текст полностью.
Автор слов песни, Евгений Евтушенко, считал, что песни Арно Бабаджаняна обладают свойством уникального положительного воздействия на слушателей — снимают усталость, добавляют новые силы, помогают преодолевать жизненные трудности. Сам композитор говорил, что его песни есть неслучайное отражение жизненных событий, они о вечных человеческих чувствах — любви, радости, грусти, он видел в своём творчестве и следование многовековым культурным традициям своего народа.
Песня явилась новым успехом в творчестве Арно Бабаджаняна, стала одной из принёсших её исполнителю, популярнейшему советскому певцу Муслиму Магомаеву, подлинную всесоюзную славу.
Музыковед Сергей Буланов считает, что то, что текст был написан в спешке и на пари за бутылку коньяка скорее говорит о скромном вкладе Евтушенко в успех песни. Сравнивая успех «Не спеши» в разных исполнениях (например, Майи Кристалинской) он утверждает, что определяющим было сотрудничество Бабаджаняна и Магомаева. В последствии интерпретации Магомаева с успехом подражал Иосиф Кобзон, хотя существуют песни, специально написанные для Кобзона Бабаджанянонм, но они подобного успеха не имели.
В 1965 году свою версию песни записала Анна Герман, эта песня стала одной из первых, исполняемых польской певицей на русском языке.
Песня «Не спеши» по-прежнему сохраняет свою популярность, её исполняют в концертах, она звучит по радио, появляется на экранах телевизоров, исполняется как известными, так и молодыми певцами. Песня была представлена на вечере музыки Арно Бабаджаняна, показанном на 23.01.2021 на 1-м канале Российского телевидения, песню исполнила Алсу. В свой концерт «Песни Большой страны» включила песню заслуженная артистка Республики Беларусь Татьяна Третьяк, по её словам «Советские песни — это замечательная музыка в сочетании с прекрасными словами, в которых — удивительная глубина и искренность. Мне кажется, это то, чего нам так сейчас не хватает…»